# 邓乃平
邓乃平，现任北京市园林绿化局局长、党组书记，首都绿化办主任。
1962年5月生，1984年6月加入中国共产党，1981年7月参加工作。2001年起先后担任北京市通州区委常委、纪委书记，通州区委副书记，代区长，区长等。2010年2月起任北京市园林绿化局党组书记、局长。

## 争议
2008年1月10日，前身为北京通州区委机关报的《通州时讯》在第二版刊登了一张邓乃平区长代表区政府向大会作政府工作报告的图片，见报次日摄影记者王力利即被辞退，原因是这张照片中区长“低着头，闭着眼”，被定性为“图片新闻出现导向性偏差，政治影响极其不好，是一起政治事故”。